# コニカ・ローレル
コニカ・ローレル(Conika Laurel)は、日本の個人勢女性バーチャルYouTuber（VTuber）である。

## 概要
イメージカラーは『紫』。髪の色や瞳の色、衣装など全て紫を基調としており、本人自身も「紫が好き」と公言している。
衣装・容姿を整えるスタイリストとして絢芽先生、そしてその動きをリスナーへ披露する為のエンジニアとしてめぐめぐめぐみん先生  の両名が協力されている。
一人称は「コニカ」や「私」、まれに「我」なども使用する。愛称は「コニちゃん」「コニカさん」「帝君」「コニカお嬢様」など色々な呼ばれ方がされており、時折「戦闘狂」と称されることもある。
なお、お友達のVTuberである星咲みあさんが制作をしたVtuberヘブバン自己紹介カードへの記入の際、『○○系Vtuber』の欄には自身で『穏やかな戦闘狂』と記載している。

## 人物
前述の通り、イメージカラーは『紫』である。
Lit.LinkにあるProfileよると身長は158cm、誕生日は3月22日。血液型に関しては初配信内の自己紹介ではB型と紹介されていたが、後の配信でB型では無いと訂正されている。同様に年齢に関しても初期は15歳と紹介されていたが、現在は年齢に関しての公式プロフィールの記載は無くなっている。
趣味は『ゲームとカフェ巡り』と書いてあり、朝枠配信の中でスターバックスのおすすめドリンクを紹介する『コニすた！』というコーナーもある。特技は『歌うこと、踊ること、早口言葉』で、現在もダンス教室に通っていると配信やTwitterで公言されており、早口言葉に関しても配信内でその実力を披露している。
好きな食べ物は『タコスと甘いもの全般』、特にタコスに関しては並々ならぬ愛を持っており、配信内でも熱いタコス語りがまれに展開されたりもする。なお2023年10月9日に新しく作られたLit.Linkでは『タコス、甘いもの』の記述もなくなり、好きな食べ物は『韓国料理、餃子』と変わった。
もう一つ、新たに作られたLit.Linkで追加されたプロフィールとして『きのこの山過激派』があり、これは配信内でもよく話題に出ているものである。
Lit.Linkに記載が無いものでは、初配信内でも紹介されているモータースポーツ(特にF1)が実際に観戦しに行く事もあるほど好きらしく配信等で話題に出ることもある。
また最近は、よく雑談で三重県について語られており、三重の名所や事柄についてとても詳しい。
大事にしている言葉は『穏やか』。2022年9月30日に配信された手書きメッセージ企画の雑談内で「穏やかというワードは凄く大事にしております」「毎日とんでもないことが起きずに穏やかな心持ちのまま過ごせるのは…人生どうしてもそうは無理なんだけど、なるべく、穏やかに時間を過ごせるといいなと思っています」という発言があり、普段の配信やTwitterなどでも「穏やか」という言葉は度々使われる。
また2023年3月16日の配信内では好きな言葉として『バタフライエフェクト』が紹介されている。なお、このバタフライエフェクトに関しても、前述した手書きメッセージ企画の第5回放送内で「バタフライエフェクトって言葉大好き」という発言が出ている。

## 活動
コスモノア2期生として2022年6月16日（YouTubeチャンネルコニカ・ローレル / Conika Laurelでの初配信日）デビュー。チャンネルでの動画初投稿は同年6月11日、Twitterの公式アカウントでの初ツイートは同年5月7日である。なお、また別項に記載するが2023年10月9日を持って所属していたコスモノアから脱退をし、翌日10月10日より個人勢VTuberとして活動を始めた。

### 配信
「コニカの動画や配信は、夢に向かってお勉強する『授業』」とされており、ファンネームは『ご学友』。
ライブ配信開始時の挨拶は「ごきげんよう」。終了時の挨拶は主に「素敵な授業になりました。それでは次の授業までごきげんよう」であり、それに対してリスナーが「おつコニ」と返すのが定番の挨拶である。
ソーシャルゲームやコンシューマーゲームなどの様々なゲームの実況プレイ配信や、雑談配信をメインとしており、月曜日と金曜日の朝6時からは雑談メインの朝枠配信、水曜日の23時からは投稿されたお便りを読んだり雑談をするラジオ風放送の『コニらじ』という固定配信枠もある。
また歌枠に関して、2022年内は月に1度、2023年からは不定期での配信となっていたが、後述する2023年8月からのReboot後より、歌枠メインでの活動が発表された。

### メンバーシップ・FANBOX
2022年8月7日、YouTubeのメンバーシップとして『星空学院』が解禁された。初期は『星空委員会』を含む3つのプランがあったが、現在は『星空部』と『星空生徒会』の2種類のプランが用意されている。
『星空部』ではメンバーシップ限定のスタンプが使える他、主に毎週土曜に配信されているメンバーシップ限定配信（メン限配信）を視聴する事が可能となる。『星空生徒会』では星空部の特典内容に加え、星空生徒会限定Discordサーバーへの参加が可能になる（※これが全ての特典内容ではないので、詳しくはコニカ・ローレルさんのYouTubeチャンネルをご確認ください）。
また、同年12月1日よりpixivFANBOXにて『コニカとおやつタイム』『コニカとティーパーティー』『コニカとスペシャルタコパーティー』の3つのプランが開設され、鍵垢となっているコニカ・ローレルさんのTwitterのサブアカウントへの招待などの特典が開始された（その他それぞれのプランの詳しい特典内容はこちらのページをご覧ください）。

## コニカ・ローレル第二章

### Reboot
2023年6月16日に配信された1周年記念配信にて、2023年8月1日より再出発としての『Reboot』が発表された。"Conika's Story to the next stage"と題され、2年目の活動スタイルとして"歌を頑張りたい！"という思いが語られた。またこのRebootに向けた準備やスキルアップとして、同年7月1日～31日の間の配信活動の休みも告げられた。
同時に発表された8月からの主な活動内容は『歌枠メインの活動』『ゲームも週に2回はやりたい』『コニらじは継続』の3つと、たまに雑談配信もやりたいというものである。またこれまで主に週に1回だったメンバーシップ限定配信は2週間に1回となると説明された。また配信後には、TwitterでもRebootに関しての諸々の説明と活動への想いもツイートされた。

### ネット回線との戦い
そして1か月間の配信休止ののち、8月１日に復帰歌枠を配信したのだが、その際に度々配信が途切れるというトラブルが発生し、途中配信枠を取り直すなどの対応も試みたが改善はみられなかった為、その日の復帰配信は一旦中止となった。その後、原因を特定する為に数日を要し、そこから更に判明した原因の解決の為に3週間ほどを要したのち、8月26日に『ただいまリベンジ』として改めて復帰歌枠が配信され、遂にコニカ・ローレル第二章がスタートした。
(なおこの時のネット回線との戦いについては、復帰後に配信された朝活配信の中で話題として取り上げられ詳しく語られている)

## 個人勢として独立
2022年6月16日にコスモノア2期生としてデビューをし活動を続けていたが、2023年10月9日の配信で同日をもってコスモノアより脱退をし翌日10月10日より個人勢VTuberとして活動をする事が発表された。
独立の理由については『方向性の違いにより別の道を進むことになった』と配信内で語られている。姿やチャンネルなどは今までと変わらずそのまま、今までの配信アーカイブなどについても、過去に投稿された自己紹介を除きそのまま残る形での脱退となった。

## 卒業(活動終了)
2024年1月31日、X(旧Twitter)公式アカウントにて同年2月29日をもっての活動終了が発表され、同日YouTubeでも活動終了のお知らせとして配信でも改めて発表がされた。活動終了の理由としては『活躍や日々の生活の中で見つけた新たな夢に挑戦したい』と説明された。最後の配信はYouTubeにて2024年2月18日に卒業式配信がおこなわれ、その後2月29日にXにて最後のポストがされた。

## コラボ履歴 / お仕事・イベント出演履歴

### コラボ履歴[注釈 16]
2022年
11月19日、11月20日、初の外部コラボとして、二日に渡り星咲みあさんと『ヘブバン女子会』を開催。一日目は自身のチャンネルでの雑談回。二日目は星咲みあさんのチャンネルでスコアアタック回を配信した。
12月29日、天堂りおるさん主催による『ヘブバン配信者コラボ』に、アワジェルさん、kanonさん、小夏さん、霜戌レイナさん、星咲みあさんと共に参加。ヘブバン配信者7人で雑談をしながらGolf Itをプレイした。
2023年
03月11日、天堂りおるさんのチャンネルにて、天音（あまね）さんとヘブバンの『スコアタコラボ』に参加。
06月08日、コスモノア箱内コラボとして、ルミナ・アーシアさんとコスモノア3期生オーディションの話や2人のオークション時の話などを配信。
06月09日、初のコニらじコラボ回として、玖珂ユトロさんと共に配信。ヘブバントークやリスナーからの質問に答えたりした。
06月11日、バーチャル物産展 梅雨の飲み倒れフェスにて、ルミナ・アーシアさん、ソフィ・ローズさんと共に味彩3人娘として共演した。
06月24日、玖珂ユトロさん、小夏さん、霜戌レイナさん、星咲みあさんをプレイヤーとして迎え、二度目のヘブバン女子会となる『ヘブバンワード人狼』を開催。自身はゲームマスターとして企画・進行を務めた。
10月21日、星咲みあさんと共に、早朝4時からのスイカゲームコラボ配信として並走プレイ。配信内では初となるスイカも作った。
10月26日、緋天せいはさんとの初コラボ配信で世界のアソビ大全51をプレイ。罰ゲームをかけた白熱の戦いと仲の良い二人のトーク、そして普段はあまり見られないような煽り合いもある配信となった。
11月10日、小夏さんのチャンネルにて、小夏とお茶会#7にゲストとして出演。小夏さんから弄られる姿や普段はあまり聞けないような話題など、リスナーにとって見どころが多い配信となった。
11月25日、天堂りおるさんのチャンネルにて、霜戌レイナさん、星咲みあさんを含む4人でのヘブ友桃鉄コラボに参加。最下位になったプレイヤーは"ChatGPTが生成した告白ボイスを読む"という罰ゲームをかけて対戦がおこなわれた。
12月01日、初の主催であり初参加でもある歌枠リレー『煌めく冬のVtuber歌枠リレー』を開催。自身を含む神月都さん、木花サクヤさん、白河しらせさん、風吹スサノオさん、夢伽なのねさん、綿宮あひるさんの七名で歌声を繋ぎ、X(旧Twitter)では『#煌めく冬のVtuber歌枠リレー』がトレンド入りも果たした。
2024年
01月27日、星咲みあさんとのコラボ配信で違う冬のぼくらをプレイ。

### お仕事・イベント出演履歴
・バランス栄養食 「COMP Block TB v.1.0」モニター
・「LinksMate」 PR
・EngageKill×Game８コラボ企画「公式アンバサダー決定戦」　Master Rank到達
・エンキルLive！#1「Engage Kiss」シナリオイベント情報発表スペシャル！　出演
・バーチャル物産展「梅雨の飲み倒れフェス」出演
・ブイエール VTuberボイスガチャ第7弾「甘々シリーズ」 参加
・「ラムの泉とダンジョン」とコラボ。ゲーム内にて星5キャラとして『コニカ』実装
・チョコ届とコラボ。限定コラボグッズ付き商品を販売
・わくわく！VTuberひろば おんらいんVol.37に参加
・VRide Vol.6に出演
・コニカ・ローレル×ウェブポンコラボ限定グッズ発売
・推カンとコラボ。ボイス付きオリジナルクッキー缶発売

## ゲーム

### HEAVEV BURNS RED（ヘブンバーンズレッド）
コニカ・ローレルといえば『ヘブンバーンズレッド（ヘブバン）』といってもおそらく過言ではない。2022年12月16日に配信されたデビュー半年記念配信の中でも、ヘブバンを始めた事を『デビューから半年間の中の大きな出来事TOP3』として取り上げられており、その中で「ヘブバンを始めてから色んな方に出会えたし、逆に始めてなかったら出会えてない方も本当に沢山いらっしゃるので、やっぱり私にとってもヘブバンを始めた事は半年を振り返って大きな出来事」と語られている。
（なお余談ではあるが、このデビュー半年記念のまさにその日に、2022年6月25日に配信されたヘブバンの初回配信のアーカイブ視聴回数が10000回を達成した）
また、ヘブバンカフェへ行ったという話が配信内でされていたり、過去にはファンミーティングにも参加したことがあるほどにとても深いヘブバンへの愛を持っている。
ストーリーは勿論だが、そのコンテンツ内のスコアアタック（スコアタ）も好んでおり、これまでの配信でもスコアタ回が多く存在する。スコアタプレイ配信や、プライベートでスコアタを楽しんだ際のTwitterでの発言などにより戦闘狂と称されることも多く、スコアタ企画として過去に2度コニカのスコアタとしてリスナーからハイスコアやネタスコアなどを募集し、それを配信で発表するという企画も開催している。

### Engae Kill（エンゲージ・キル）
2023年3月、Game8主催によりスマホゲーム『Engage Kill（エンゲージ・キル）』のサービス開始時に開催された『Engage Kill×VTuberコラボ企画 公式アンバサダー決定戦 』への参加をした際には、開催期間中全27名の参加者の中でもっとも多くのポイントを集め、唯一最上位のランクであるMaster Rankへ到達するという結果を収めた。同年4月27日、公式アンバサダーとしてエンキルの公式生放送『【Engage Kill】エンキルLive！#1『Engage Kiss』シナリオイベント情報発表スペシャル！』へ出演をはたした。

### これまでに配信内でプレイしたゲーム[注釈 16]
| 初回配信日 | ゲームタイトル                                       | 備考                                          |
| ---------- | ---------------------------------------------------- | --------------------------------------------- |
| 2022/06/18 | 大逆転裁判1&2 -成歩堂龍ノ介の冒險と覺悟-             |                                               |
| 2022/06/24 | 世界のアソビ大全51                                   |                                               |
| 2022/06/25 | ヘブンバーンズレッド                                 |                                               |
| 2022/07/14 | 原神                                                 |                                               |
| 2022/07/15 | TETRIS 99                                            |                                               |
| 2022/07/19 | モンスターストライク                                 |                                               |
| 2022/08/03 | アリスフィクション                                   |                                               |
| 2022/08/06 | 崩壊3rd                                              |                                               |
| 2022/08/11 | 幻塔～Tower of Fantasy～                             |                                               |
| 2022/08/18 | 閉店事件                                             |                                               |
| 2022/08/19 | つぐのひシリーズ                                     |                                               |
| 2022/08/19 | 青鬼                                                 |                                               |
| 2022/09/02 | 原神                                                 | 初めから再スタート                            |
| 2022/10/12 | プロジェクトセカイ カラフルステージ！ feat. 初音ミク |                                               |
| 2022/10/15 | マリオカート８DELUXE                                 |                                               |
| 2022/10/26 | LITTLE NIGHTMARES-リトルナイトメア-                  |                                               |
| 2022/11/05 | やわらかあたま塾 いっしょにあたまのストレッチ        | メンバーシップ限定配信                        |
| 2022/11/23 | Cats Organized Neatly                                | メンバーシップ限定配信                        |
| 2022/11/27 | 勝利の女神:NIKKE                                     |                                               |
| 2022/12/13 | ペルソナ5 ザ・ロイヤル                               |                                               |
| 2022/12/25 | ダンガンロンパ 希望の学園と絶望の高校生              |                                               |
| 2022/12/29 | Golf It!                                             | コラボ配信                                    |
| 2023/01/07 | 雀魂‐じゃんたま‐                                     | メンバーシップ限定配信                        |
| 2023/01/21 | しょぼんのるきみん！                                 | メンバーシップ限定配信                        |
| 2023/02/25 | P.T.                                                 | メンバーシップ限定配信                        |
| 2023/03/01 | Engage Kill（エンゲージ・キル）                      |                                               |
| 2023/03/17 | Minecraft（マインクラフト）Java Edition              | メンバーシップ限定配信                        |
| 2023/04/30 | 崩壊：スターレイル                                   |                                               |
| 2023/05/19 | ゼルダの伝説 ティアーズ オブ ザ キングダム           | 朝活配信                                      |
| 2023/06/03 | 断罪室                                               |                                               |
| 2023/06/10 | A Little To The Left                                 | メンバーシップ限定配信                        |
| 2023/10/04 | スイカゲーム                                         |                                               |
| 2023/10/07 | しょぼんのるきみん！～しょぼみと幻の遺跡～           |                                               |
| 2023/10/19 | あつまれ どうぶつの森                                |                                               |
| 2023/11/28 | 桃太郎電鉄ワールド 〜地球は希望でまわってる!〜       | 11/25天堂りおるさんのチャンネルにてコラボ配信 |
| 2023/12/09 | 8番出口                                              |                                               |
| 2024/01/13 | スーパーマリオブラザーズ                             | メンバーシップ限定配信                        |
| 2024/01/22 | Palworld（パルワールド）                             |                                               |
| 2024/01/27 | 違う冬のぼくら                                       | 星咲みあさんとのコラボ配信                    |

## 来歴
2022年
・05月01日、YouTubeチャンネル開設
・05月07日、Twitter公式アカウントにて初ツイート
・06月11日、YouTubeにて自己紹介動画投稿
・06月16日、YouTubeにて初配信を行いデビュー
・07月04日、チャンネル登録者数1000人突破
・07月07日、YouTube収益化達成
・08月07日、YouTubeメンバーシップ解禁
・09月08日、Twitterフォロワー数1000人突破
・09月24日、【ヘブバン】#28 第三章Day21。最終日、笑って終わろう。が初の動画視聴回数1万回を達成
・11月16日、チャンネル登録者数5000人突破
・11月19日、初の外部コラボとして、星咲みあさんとヘブバン女子会を配信
・12月01日、pixivFANBOX開設
・12月16日、デビュー半年記念配信にて新髪型、新配信画面、トランジションを披露
2023年
・01月17日、初の案件動画として格安SIM「LinksMate」のPR動画を投稿
・01月23日、バランス栄養食 「COMP Block TB v.1.0」のモニターとしてツイートを投稿
・02月14日、バレンタイン雑談配信にて新髪型披露
・03月01日、Engage Kill正式サービス開始記念『Engage Kill×VTuberコラボ企画 公式アンバサダー決定戦』へ参加
・03月15日、Engage Kill×VTuberコラボ企画 公式アンバサダー決定戦にて参加者の中で唯一Master Rankへ到達
・03月22日、初の歌ってみた動画としてMy Soul, Your Beats!を投稿
・03月22日、誕生日記念配信にて新衣装、新待機画面、OP＆ED映像を披露　
・04月01日、Engage Kill公式アンバサダーへ就任
・04月27日、Engage Kill公式放送エンキルLive！#1『Engage Kiss』シナリオイベント情報発表スペシャル！へ公式アンバサダーとして出演　
・04月27日、勝利の女神：NIKKE（ニケ）ハーフアニバーサリー記念『NIKKE×Game8コラボ企画 全チーム協力プレイ祭』へ参加
・06月11日、バーチャル物産展「梅雨の飲み倒れフェス」に出演
・06月16日、デビュー1周年記念配信にて8月からのRebootについて発表
・06月22日、YouTubeチャンネル総再生回数100万回突破
・07月01日、Rebootに向けたパワーアップの為、休養期間に入る
・08月01日、新自己紹介動画を投稿
・08月26日、コニカ・ローレル第二章の幕開けとなる復帰歌枠を配信
・09月15日、ブイエール VTuberボイスガチャ第7弾発売(発売期間：2023年9/15～9/29)
・09月22日、チャンネル登録者数7777人達成
・09月23日、ラムの泉とダンジョンとのコラボとしてゲーム内実装が決定(公式発表)
・09月24日、X(旧Twitter)フォロワー数2000人突破
・10月02日、PLAYZY開催の大型プログラム『FunFanCircuit start dash PARTY』へ参加
・10月09日、所属していたコスモノアからの脱退
・10月10日、個人勢VTuberとして活動開始
・10月12日、チャンネル登録者数8000人突破
・10月25日、Twitchにて初配信
・11月26日、チョコ届との限定グッズ付きコラボ商品販売開始(販売期間：2023年11/26～12/3)
・12月01日、歌枠リレー初参加にして初主催となる『煌めく冬のVtuber歌枠リレー』を開催
・12月16日、デビュー1.5周年配信にて新髪型を披露
・12月23日、わくわく！VTuberひろば おんらいんVol.37に参加
2024年
・01月20日、VRide Vol.6に出演
・01月26日、コニカ・ローレル×ウェブポンコラボ販売開始(販売期間：2024年1/26～2/4)
・01月31日、2024年2月29日をもっての活動終了を発表 
・02月01日、推カンコラボ【コニカ・ローレル】ボイス付きオリジナルクッキー缶発売(発売期間：2024年2/1～2/10)
・02月02日、初の歌ってみた動画My Soul, Your Beats!が再生回数１万回を達成
・02月18日、卒業式(最後の配信)
・02月29日、卒業(活動終了)